# Športno treniranje
Športno treniranje (tudi športna vadba) je po znanstvenih, zlasti pedagoških načelih zgrajen proces športnega izpopolnjevanja, ki z načrtnim in sistematičnim delovanjem učinkuje na takšno tekmovalno zmogljivost, ki omogoča športniku najvišje tekmovalne dosežke v izbrani športni disciplini. 

## Opravila v procesu športnega treniranja
Proces vadbe navadno vodi in koordinira trener, katerega naloge so načrovanje, izvedba, nadzor in ocena vadbenega procesa. Prva stopnja procesa je izdelava vadbenega načrta, ki pomeni razvrščanje vadbenih sredstev in količin znotraj izbranega vadbenega obdobja. Izbira količin mora potekati glede na zastavljene vadbene cilje in v skladu z izhodišči. Sledi izvedba vadbenega procesa, hkrati s tem procesom teče tudi njegov nadzor. Nadzor pomeni primerjavo med načrtovano vadbo in dejansko opravljeno vadbo. Nadzor vadbe pokaže, kakšen delež načrtovan vadbe je dejansko izveden in kaj v opravljeni vadbi manjka. S tem je mogoče tudi oceniti ali je z opravljeno vadbo sploh mogoče doseči zastavljene cilje. Če je opravljena vadba spremenila športnikove sposobnosti in značilnosti in kakšne so dejansko te spremembe, pokažejo testiranja in preiskave športnikov. 

## Načela v procesu športnega treniranja
Načela procesa športne vadbe so skupina splošnih izkušenj, ki so se sestavila skozi zgodovino procesa športne vadbe. Načela so pomembna kot pravila, ki jih je smiselno upoštevati pri procesu vadbe.

### Načelo zavestnega vključevanja v vadbeni proces
Trener skupaj s športnikom (ekipo) določa vadbene in tekmovalne cilje. Izjema so mladi športniki in začetniki. Športnik trenerju pomaga s svojimi izkušnjami in občutki, ki jih trener ne more zaznati. Pri tem je pomembna športna in splošna izobrazba tako trenerja kot športnika. Postavljanje ciljev je pomembno za motivacijo športnika. Prenizko postavljeni cilji navadno vodijo v nezainteresiranost, užaljenost in (ali) nemotiviranost. Previsoko postavljeni cilji lahko zaradi občutka neuresničljivosti vodijo do prevelikih duševnih obremenitev (stresa), kar velikokrat povzroča konfliktne situacije.
Športnik se v proces treniranja vključuje tudi preko pisanja dnevnika opravljene vadbe. 
Sodelovanje med športnikom in trenerjem preko razvoja poteka v treh fazah. V prvi fazi je trener športniku učitelji in vzgojitelj , športnik pa je predvsem učenec. V drugi fazi trener ohranja vlogo iz prve, športnik pa postaja aktivnejši sodelavec. V tretji zadnji fazi trener postane prijatelj in svetovalec v vadbenem procesu. Pogosto so športniki v tej fazi v nekaterih športnih disciplinah tudi sami sebi trenerji, kar pomeni, da skrbijo za celoten proces vadbe.
Pomembno je, da trener športniku kar najhitreje razvije potrebo po nadzoru spreminjanja lastnih sposobnosti in lastnosti. Športnika mora naučiti opravljati meritve sposobnosti, ki jih opravlja samostojno (npr. merjenje telesne mase, frekvence srca v mirovanju), del meritev pa še vedno opravi trener (npr. motorični testi, merjenje frekvence srca z pulzmetri).
Športnik samostojno (brez navzočnosti trenerja) opravi del vadbe. V začetku so to nekatere dopolnilne vaje, zreli športniki pa so navadno sposobni samostojno opraviti del vadbenega procesa.

### Načelo vsestranskega razvoja
Tekmovalna zmogljivost je posledica hkratnega učinka številnih dejavnikov, zato je potrebno za povečanje zmogljivosti delovati na te dejavnike tako, da bodo omogočali uresničitev cilja. Tako proces vadbe zahteva uporabo velikega števila vadbenih sredstev, od katerih se postopno izloča tiste, ki na omenjene dejavnike ne vplivajo dovolj uspešno v določeni fazi športnikovega razvoja. Kljub temu je vseskozi tendenca, da razvijamo kar največje število tistih športnikovih sposobnosti in zmogljivosti, ki samo potencialno vplivajo na tekmovalno zmogljivost.
V praksi se je izkazalo, da je pomemben vsestranski učinek vadbe predvsem v začetnih fazah športnikovega razvoja. Znano je, da so športniki enake kakovosti velikokrat dokaj podobni med seboj glede na glavne dejavnike, ki določajo tekmovalno zmogljivost v dani športni disciplini, medtem ko se lahko bolj razlikujejo v nekih navidezno nespecifičnih in nepomembnih dejavnikih. Navadno postanejo nepomembne šibke točke v športnikovem začetnem razvoju pomemben dejavnik tekmovalne zmogljivosti v kasnejšem razvoju, ki lahko omeji vrhunsko kakovost.

### Načelo individualnega pristopa k procesu športne vadbe
Večino športne vadbe je potrebno prilagajati športnikovim sposobnostim in lastnostim tako, da bi dosegli kar najbolj izrazito želeno spremembo. Pri tem je pomembno, da je prihodnja vadba logično nadaljevanje že opravljene vadbe, v kolikor je bila ta uspešna. 
Posebno pozornost je potrebno posvetiti individualnemu pristopu pri mladih in vadbo prilagoditi predvsem njihovemu biološkemu razvoju upoštevajoč spol. V obdobju vadbe mladostnikov je potrebno tudi upoštevati njihov psihični razvoj in posebnosti adolescence. V kasnejših obdobjih je največja razlika v vadbi obeh spolov, ki se razlikujeta predvsem po bioloških značilnostih.

### Načelo specializacije
Načelo specializacije govori o specifičnih zahtevah vsake športne discipline posebej. Samo športniki, ki so najbolj prilagojeni tem specifičnim zahtevam, lahko računajo na uspeh. Sam začetek specializacije je odvisen predvsem od značilnosti športne discipline. Potrebno je zagotoviti postopno prehajanje iz splošne v specialno vadbo. Kljub specializaciji pa se v športnikovi pripravi vedno ohrani tudi del vadbe za vsestranski razvoj.

### Načelo cikličnosti in spremenljivosti
Izkušnje mnogih v preteklosti so pokazale, da se je treba izogniti enolični in nespremenljivi vadbi, zato ta poteka v ciklih. Osnovno načelo pri sestavi teh ciklov je, da najprej športnika obremenimo in povzročimo utrujenost, nato zmanjšamo vadbo in omogočimo odmor, v katerem se športnik spočije. S primerno izmenjavo napora in odmora v vadbi lahko dosežemo večjo tekmovalno zmogljivost.
Načelo spremenljivosti vadbe upošteva ciklizacija. To je načrtovanje športne vadbe v različnih ciklih (napor - odmor, obdobje bolj - manj intenzivne vadbe). 

### Načelo rastoče obremenitve
To načelo velja tako za začetnike kot vrhunske tekmovalce. Pri začetnikih gre navadno za povečevanje pogostosti vadbenih enot do vsakodnevne vadbe. V kasnejših fazah gre za povečanje količine vadbe in njene intenzivnosti na eni vadbeni enoti in dodatno povečanje pogostosti vadbe na dvakrat ali celo trikrat na dan.

### Načelo sistematičnosti
To načelo obravnava proces športne vadbe kot logično zaporedje izbire vadbenih sredstev, njihove količine in intenzivnosti v skladu z razvojno stopnjo športnika. Da bi dejansko zagotovili sistematičnost tudi v praksi športne vadbe, se je treba držati naslednjih pravil:
- posebna pozornost mora biti posvečena zaporedju vaj (nove vaje so logično nadaljevanje znanih vaj)
- izvedba zapletene vaje mora biti nadaljevanje pripravljalnih vaj (predvaj)

### Načelo racionalnosti
Načelo racionalnosti pravi, da je treba izzvati kar največji učinek vadbe s kar najmanjšo količino in intenzivnostjo vadbe. Tega načela v praksi ni mogoče uresničevati brez uresničevanja načela individualnega pristopa k vadbi. Torej ga je mogoče uresničiti samo, če so v procesu športne vadbe uresničena vsa trenerjeva opravila: načrtovanje, izvedba, nadzor in ocenjevanje.

## Zakonitosti procesa športne vadbe
Zakonitosti procesa športne vadbe predstavljajo najosnovnejša pravila, po katerih se organizem vadečega odzove na dano obremenitev in na proces športne vadbe.

### Zakon katabolne in anabolne faze
V organizmu neprestano potekata katabolni in anabolni proces. Za katabolni proces je značilna razgradnja snovi, ki poteka nenehno, toda z različno intenzivnostjo. Izražena razgradnja je značilen pojav pri vsakem naporu, tudi športnem. Ta faza je lahko zelo kratka in intenzivna (skok, sunek, met), lahko pa je zelo dolgotrajna in manj intenzivna (plavanje, tek, kolesarjenje, ...).
Izražena razgradnja snovi prej ali slej povzroči zmanjšano zmogljivost organizma za premagovanje napora, zato mora katabolni fazi nujno slediti faza odmora, ki jo imenujemo anabolna faza. V tej fazi prevladuje sinteza snovi, ki najprej pomeni obnovo porabljenih snovi, včasih pa je prisotna tudi superkompenzacija (telo naredi dodatno zalogo snovi - goriv). Anabolna faza je lahko različno dolga (od nekaj minut do nekaj dni), kar pa je odvisno od snovi, ki jo mora telo obnoviti.

### Zakonhomeostaze
Ena temeljnih značilnosti organizma nasploh je, da poskuša ohranjati ravnovesje oziroma osnovno stanje telesa. To poteka preko odpravljanja notranjih in zunanjih vplivov (motenj) na telo. Tudi športna obremenitev je tipična motnja, ki povzroči spremembo v notranjem okolju organizma. Ena najmočnejših sil, ki povzročajo homeostatski odziv, je stalno razmerje med ATP in ADP v mišici.
Zakon homeostaze pravi, da organizem skuša izničiti učinek tistih dejavnikov, ki skušajo zrušiti stabilnost njegovega notranjega okolja.

### Zakon primernega dražljaja
Ta zakon pravi, da izmed možnih variant predstavlja primeren dražljaj samo tista obremenitev, ki daje najbolj izražen, želen učinek. Zato je zelo pomembno kateri tip, količino in intenzivnost vadbe bomo izbrali v posamezni vadbeni enoti.

### Zakon prilagajanja
Prilagajanje na napor je mogoče razumeti na dva načina:
- odziv organizma med naporom
- odziv organizma po naporu

Organizem mora najti najuspešnejši način prilagoditve na dano obremenitev, zato se mora obremenitev večkrat ponoviti.
Tipični primeri delovanja zakona prilagajanja so:
- hipertrofija mišic pri določeni vadbi za povečanje moči
- povečana največja poraba kisika pri vadbi za vzdržljivost